# شرح الأربعين النووية (الأقفهسي)
شرح الأربعين النووية هو كتاب من تأليف الإمام شهاب الدين أحمد بن عماد الأقفهسي، شرح فيه كتاب الأربعين حديث النووية (للإمام النووي).
والإمام شهاب الدين الأقفهسي هو من الفقهاء الأعلام المكثرين في التأليف والشروح والنظم على كثير من الكتب، ويعرف بابن عماد، ونسبته إلى (أقفهس) أو (أقفهاس)، وهي بلدة من أعمال البهنسا تقع في مصر، ولقد سكن القاهرة، وهو من العارفين بالفقه وعلوم الشريعة، وهو والد محمد الفقيه المعروف بابن العماد الأقفهسي، المتوفى سنة 867 هـ، ولقد قرأ علوم الشريعة على شيوخ الإسلام، جمال الدين الإسنوي (شيخ الشافعية)، والسراج البلقيني، وابن صائغ الحنفي وغيرهم.
وكتاب الأربعون النووية كتاب معروف للإمام يحيى بن شرف النووي.